# Гумеров, Азамат Амирович
Азама́т Ами́рович Гуме́ров (7 декабря 1978; Усть-Каменогорск, Казахская ССР, СССР) — российский футболист, игрок в мини-футбол.

## Карьера
Профессиональную карьеру начал в уфимском клубе «Динамо-УЮИ», вместе с которым в 2001 году вышел в дивизион «А» Первой лиги. Во втором эшелоне российского мини-футбола динамовцы провели два сезона. Из-за проблем с финансированием после сезона 2002/03 команда распалась. Вторую половину чемпионата Гумеров отыграл уже в составе глазовского «Прогресса».
Вернувшись в Уфу, Гумеров стал играть за БГПУ. В 2007 году команда завоевала право выступать в Высшей лиге. Перед следующим сезоном он был приглашён в «Динамо-Тималь», которой предстоял дебют в Суперлиге. В «Тимали» Гумеров провёл два сезона и летом 2009 года перешёл в «Мытищи».
В составе подмосковного клуба отыграл два сезона. Летом 2011 года завершил профессиональную карьеру.

## Статистика выступлений
| Клуб          | Сезон   | Чемпионат | Чемпионат | Кубок | Кубок |
| Клуб          | Сезон   | Игры      | Голы      | Игры  | Голы  |
| ------------- | ------- | --------- | --------- | ----- | ----- |
| Динамо-Тималь | 2007/08 | 39        | 14        |       |       |
| Динамо-Тималь | 2008/09 | 41        | 18        |       |       |
| Мытищи        | 2009/10 | 19        | 6         | 1     | 1     |
| Мытищи        | 2010/11 | 15        | 5         | 2     | 0     |

(откорректировано по состоянию на 28 июня 2011)